# Rivesaltes (wijn)

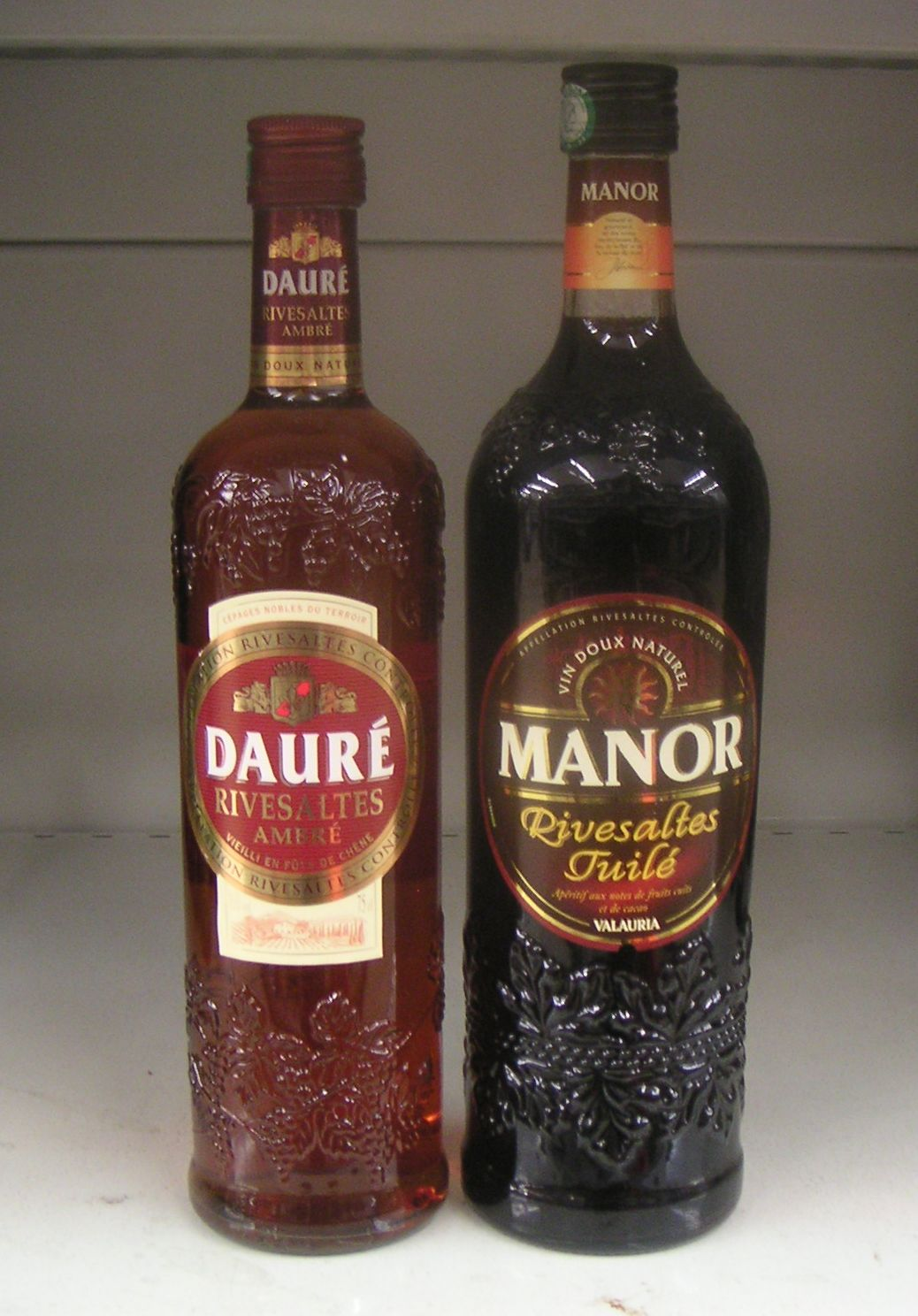

Rivesaltes is een versterkte zoete Franse dessertwijn uit de Rousillon. Het is een vin doux naturel.

## Kwaliteitsaanduiding
Rivesaltes heeft sinds 1936 een AOC-AOP-status.

## Toegestane druivenrassen
- Ambré Rivesaltes: Grenache blanc, Grenache gris, Macabeu, Malvoisie de Roussillon, Muscat Petits Grains en Muscat of Alexandria.
- Tuilé Rivesaltes: Grenache Noir en de druiven van Amber Rivesaltes behalve de Muscats.
- Garnet Rivesaltes: Grenache Noir.

## Vinificatieen kenmerken
- Ambré: Kent een oxidatieve opvoeding in kuipen of vaten van minimaal twee jaar. Hierbij ontstaan amberkleurige wijnen met geuren van noten, amandel, gebrande koffie en gekonfijte vruchten.
- Garnet of Rouge: De wijn moet minstens 12 maanden reductief worden opgeslagen, waarvan drie maanden op fles. De jonge wijn is diep robijnrood gekleurd en bezit aroma's van rode vruchten (braam, framboos, kers en cassis).
- Tuilé: Wordt twee jaar oxidatief opgeslagen. De oranjebruine wijnen, vaak rancio's, geuren naar gebrande koffie, cacao, tabak en gekonfijte vruchten.
- Hors d'Age: Is een Ambré of Tuilé die minimaal vijf jaar wordt opgeslagen.
- Rancio: Met het ouderen kan een wijn de naam "Rancio" krijgen. Het is dus een extra geoxideerde wijn, die soms wel twintig jaar lang worden opgeslagen.

## Gebied
De appellatie omvat 86 dorpen in het departement Pyrénées-Orientales en negen dorpen in Aude. In het oosten wordt het gebied begrensd door de Middellandse Zee, in het zuiden door Spanje en in het westen door de uitlopers van de Canigou.

## Opbrengst en productie
- Areaal is 4.371 ha (2009).
- Opbrengst mag niet meer dan 30 hl/ha bedragen.
- Productie is 127.733 hl (2009).

## Variëteiten
- Ambré
- Tuilé
- Garnet